# Noronhavireo
Noronhavireo (Vireo gracilirostris) är en fågel i familjen vireor inom ordningen tättingar.

## Utseende och läte
Noronhavireon är en 14 cm lång vireo. Ovansidan är matt olivbrun, på vingar och stjärt något grönare. Undersidan är ljust gråvit, med olivgrå anstrykning på flankerna. Över ögat syns ett smalt beigefärgat ögonbrynsstreck. Sången återges som ett melodiskt "weet weet, chew-eyoo, whut whít". Även hårda "tschrr" kan höras.

## Utbredning och status
Fågeln förekommer enbart i ögruppen Fernando de Noronha i nordöstra Brasilien. IUCN kategoriserar arten som sårbar.